# Franzeluța

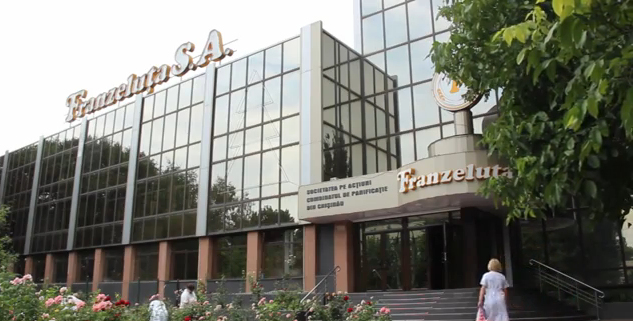
Sediul „Franzeluța” din Chișinău

Combinatul de panificație din Chișinău „Franzeluța” S.A. este cea mai mare fabrică de panificație din Republica Moldova. Aceasta a fost fondată pe 25 noiembrie 1947, în urma asocierii întreprinderilor de profil din Chișinău. Inițial, combinatul de panificație avea 672 de angajați, iar cu extinderea serviciilor și sferelor de producție ale companiei, până în 2012 numărul acestora a ajuns la cca. 2500. Întreprinderea include 3 fabrici de pâine și o fabrică de paste făinoase. 
“Franzeluța” are un sortiment de peste 700 de denumiri de producție, cu peste 120 de produse de panificație, 50 de produse de patiserie, 80 de produse de cofetărie și peste 20 de produse de paste făinoase, care se fabrică zilnic. Compania produce zilnic 150-160 tone de produse de panificație și cofetărie. Ea deține o cotă de circa 70 la sută din piața Moldovei, iar 40-55% din producția proprie o exportă în țări ca Germania, Grecia, România, Irlanda, Italia, Spania, Bulgaria, Marea Britanie, Estonia, SUA, Canada, Australia, Israel, ș.a. Totuși, compania a început să exporte producția peste hotare abia din 2004. Pentru anul 2014, din producția totală de 1.200 de tone destinată exportului, aproximativ 650 de tone au ajuns în România, unde compania are șase distribuitori.

Logo

În anul 2011 „Franzeluța” a avut o cifră de afaceri de 565,2 milioane de lei.
De-a lungul timpului, S.A. „Franzeluța” a participat la mai multe expoziții naționale, internaționale și regionale de profil. Pentru calitatea produselor sale, compania a obținut și câteva premii internaționale, printre care: „International Gold Star For Quality” (Geneva, Elveția, 1999), „International Platinum Star For Quality” (Madrid, Spania, 2000), „Arch Of Europe For Quality And Technology Diamond Category” (Frankfurt, Germania, 2001). Pe plan local a fost distinsă cu premii ca „Marca comercială a anului” (la mai multe categorii) în mai mulți ani la rând.
În anul 2024, combinatul a înregistrat cel mai ridicat indicator de performanță economico-financiară din ultimii 20 de ani. Profitul brut al companiei a atins 44,2 milioane de lei, aproape dublu față de 23,3 milioane de lei în 2023, datorită unui management eficient și unei strategii de optimizare a costurilor.